# Głęboczek (jezioro w gminie Tuchola)
Głęboczek – jezioro w Polsce położone w województwie kujawsko-pomorskim, w powiecie tucholskim, w gminie Tuchola, w granicach administracyjnych Tucholi.

## Położenie i opis
Jezioro położone jest w środkowej części powiatu tucholskiego, na terenie Pojezierza Północnokrajeńskiego. Dawniej, przed wprowadzeniem regionalizacji fizycznogeograficznej Polski z 2018 roku, jezioro zaliczane było do Pojezierza Krajeńskiego. Otoczenie akwenu stanowią łąki i zabudowa miejska Tucholi.
Jezioro nie jest objęte żadną formą ochrony przyrody.

## Hydronimia
Jezioro pojawia się w źródłach w 1565 roku – początkowo jako Glemboczecz, a następnie: Glemboczek See (1888), Głęboczek pod Tucholą (1892), Glembotschek-See (1902), Glemboczek (1905). Państwowy rejestr nazw geograficznych jako nazwę zestandaryzowaną jeziora podaje Głęboczek, nie wymieniając żadnych nazw obocznych.

## Morfometria
Według danych Instytutu Meteorologii i Gospodarki Wodnej powierzchnia zwierciadła wody jeziora wynosi 17,4 ha, natomiast A. Choiński, poprzez planimetrowanie na mapach 1:50 000, określił wielkość jeziora na 16,0 ha.
Średnia głębokość zbiornika wodnego to 3 m, a maksymalna – 5 m. Objętość jeziora wynosi 522 tys. m³. Maksymalna długość jeziora to 700 m, a szerokość 340 m. Długość linii brzegowej wynosi 1860 m.
Według Atlasu jezior Polski (red. J. Jańczak, 1997) lustro wody znajduje się na wysokości 105,1 m n.p.m., natomiast według numerycznego modelu terenu udostępnionego przez Geoportal lustro wody znajduje się na wysokości 105,5 m n.p.m.
Według Mapy Podziału Hydrograficznego Polski leży na terenie zlewni szóstego poziomu Hozanna. Identyfikator MPHP to 292552.

## Zagospodarowanie
Administratorem wód jeziora jest Regionalny Zarząd Gospodarki Wodnej w Gdańsku. Utworzył on obwód rybacki, który obejmuje między innymi wody jezior Głęboczek i Trzcionek (Obwód rybacki jeziora Głęboczek na cieku Hozjanna w zlewni rzeki Brda). Gospodarkę rybacką na jeziorze prowadzi Okręg Polskiego Związku Wędkarskiego w Bydgoszczy.
Jezioro pełni również funkcje rekreacyjne. W 2023 roku znajdowało się tutaj jedno kąpielisko wyznaczone zgodnie z zasadami dyrektywy kąpieliskowej – Głęboczek. W tym samym roku jakość wód tego kąpieliska oceniono jako doskonałą. W 2023 roku kąpielisko było prowadzone przez Ośrodek Sportu i Rekreacji w Tucholi.  Z Głęboczka wypływa struga- Hozjanna, która następnie wpływa do jeziora Mielonek, a potem do jeziora Trzcionek, wypływa z niego i uchodzi do Brdy w Plaskoszu.